# Kristian Elster der Jüngere

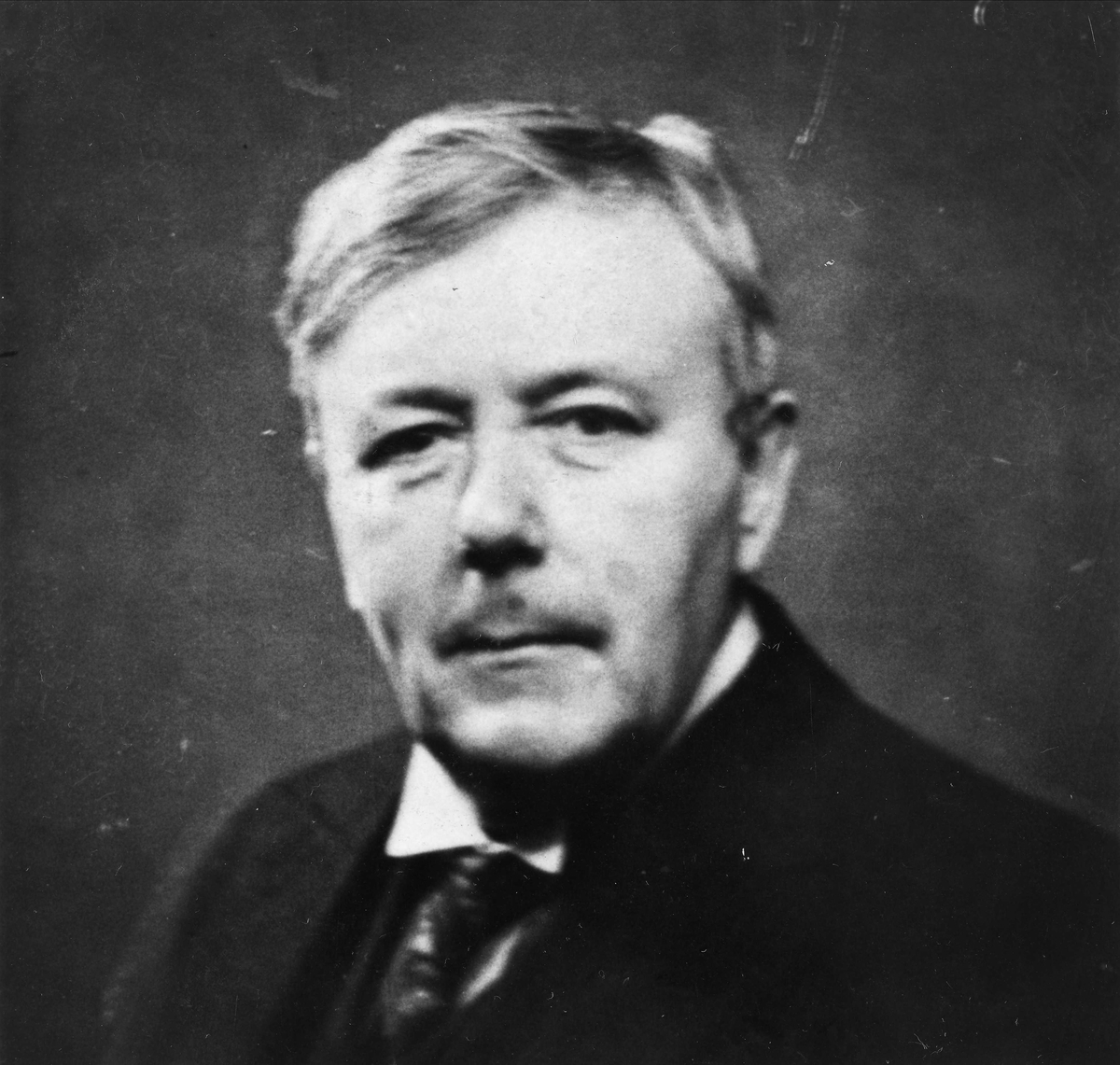
Kristian Elster, um 1935

Kristian Elster der Jüngere (* 17. März 1881 in Trondheim; † 6. November 1947 in Oslo) war ein norwegischer Schriftsteller, Literaturkritiker und Literaturhistoriker.

## Leben
Elster war der Sohn des Schriftstellers Kristian Mandrup Elster, der wenige Wochen nach seiner Geburt starb. Seine Mutter, Sanna Fasting, zog mit ihren drei Söhnen zunächst in ihren Heimatort Førde und später nach Kristiania (Oslo).
Nach seinem Abitur, das er 1900 ablegte, studierte Elster Rechtswissenschaft und arbeitete dann ab 1906 als Justizbeamter, zunächst in Mandal und dann im Ministerium für Landwirtschaft.
Nachdem er bereits 1905 eine Erzählung veröffentlicht hatte, folgte 1907 sein erstes Buch, eine Sammlung von Erzählungen. Seinen Durchbruch hatte er jedoch in den 1910er-Jahren mit Romanen, nämlich mit der von 1911 bis 1913 erschienenen autobiographischen Trilogie I lære, Landeveien und Mester, sowie mit dem 1917 erschienenen Min bror Harris.
Ab 1911 arbeitete Elster außerdem als Literaturkritiker für die Zeitung Intelligenssedler, zunächst parallel zu seiner Beamtentätigkeit. 1918 schied er aus dem Staatsdienst aus, um sich ausschließlich der Literatur zu widmen. Ab 1919 schrieb er auch Kritiken für die Zeitungen Aftenposten und Nationen.
1922 begann er mit der Arbeit an einer Darstellung der norwegischen Literaturgeschichte, die in Konkurrenz zum Werk von Francis Bull und Johan Fredrik Paasche treten sollte. Elsters Werk erschien 1923 und 1924 als Illustreret norsk litteraturhistorie und wurde 1934 und 1935 neu aufgelegt.
Elster veröffentlichte neben zahlreichen Romanen auch Erzählungen, Theaterstücke, Kinderbücher und den Gedichtband Fjeldets fange. In seinem Werk befasste er sich – ähnlich wie Nini Roll Anker – mit der Entwicklung des Beamtenstands in einer von politischen Veränderungen geprägten Zeit. Er behandelte in seinen Romanen auch häufig den Gegensatz zwischen träumerischem Ästhetizismus und aktivem sozialen Wirken.

## Werke
Romane
- Thorbjørn Hille (1908)
- Byen og havet (1909)
- De unge hjerter (1910)
- I lære (1911)
- Landeveien (1912)
- Mester (1913)
- Ilden (1915)
- Min bror Harris (1917)
- Av skyggernes slegt (1919; deutsch Das Amtsrichterhaus am Fjord, 1929)
- Guldet og de grønne skoger (1921)
- Den skjønne ungdom (1923)
- Den hellige Andreas (1925)
- Bonde Veirskjæg (1930; deutsch Jon Maar und die Juristen, 1938)
- Da jeg kom til anseelse (1931)
- Fugl Fønix (1932)
- Arken (1935)
- Helg (1937)
- Den røde sparebøsse (1942)
- Fra paradisets have (1945)

Erzählungen
- Fortællinger (1907)
- En fin historie (1938)

Kinderbücher
- Den ensomme ø (1921; deutsch Drei Jungen auf einer Insel, 1932)
- Tirdalsbrøderne (1933)

Theaterstücke
- Uten hjem (1911)
- Min høire hånd (1919)
- Chefen (1926)

Lyrik
- Fjeldets fange (1919)